# طريد العدالة (مسلسل)
طريد العدالة (بالإنجلزية: Quarry) مسلسل جريمة ودراما أمريكي، مبني على رواية الكاتب الأمريكي ماكس ألان كولينز. عرض موسمه الأول في 9 سبتمبر، 2016، على قناة سينماكس.

## الإستقبال
حصل المسلسل على إستحسان النقاد، على موقع الطماطم الفاسدة حصل على تصنيف 70%، مبني على 20 مراجعة. وعلى ميتاكريتك حصل على تصنيف 72 من 100، مبني على 15 مراجع.

## الإصدار المنزلي
صدر الموسم الأول من المسلسل على قرص مدمج (DVD، وBlu-ray) في 14 فبراير، 2017.

## وصلات خارجية
- الموقع الرسمي
- طريد%20العدالة على موقع دليل التلفاز
- طريد العدالة على موقع IMDb (الإنجليزية)
- طريد العدالة على موقع ميتاكريتيك (الإنجليزية)
- طريد العدالة على موقع روتن توميتوز (الإنجليزية)
- طريد العدالة على موقع كينوبويسك (الروسية)
- طريد العدالة على موقع ألو سيني (الفرنسية)
- طريد العدالة على موقع قاعدة بيانات الفيلم (الإنجليزية)